# 赵雁峰
赵雁峰（1973年11月—），男，汉族，山西右玉人。中国共产党党员，现任中国共产党山西省体育局党组书记、局长。

## 简历
1992年9月至1996年7月，在山西师范大学汉语言文学专业学习。
1996年6月，加入中国共产党。同年11月参加工作。
1996年11月至2000年12月，任山西省人民检察院反贪局科员。
2000年12月至2001年8月，任山西省人民检察院主任科员。
2001年8月至2001年9月，任山西省水资源管理委员会办公室工作人员。
2001年9月至2002年9月，任山西省水资源管理委员会办公室节水科科长。
2002年7月至2002年9月，任山西省引黄入晋工程领导小组办公室副主任。
2002年9月至2004年12月，任山西省临汾市古县副县长。
2004年12月至2006年6月，任共青团山西省临汾市委书记。
2006年6月至2007年5月，任山西省临汾市永和县委副书记、代县长。
2007年5月至2009年10月，任山西省临汾市永和县委副书记、县长。
2009年10月至2011年1月，任山西省临汾市翼城县委副书记、县长。
2011年1月，任山西省大同市左云县委书记。
2011年8月，任共青团山西省委副书记、党组副书记（主持工作）。2012年12月，升任共青团山西省委书记。
2016年11月，当选中国共产党山西省第十一届委员会委员。
2017年7月，任山西省委统战部副部长（正厅长级）。
2020年5月，履新任山西省体育局党组书记、局长。